# Tusionita
La tusionita és un mineral de la classe dels borats. Rep el seu nom de la vall del riu Tusion, al Tajikistan, on va ser descoberta.

## Característiques
La tusionita és un borat de fórmula química Mn2+Sn4+[BO₃]₂. Va ser aprovada com a espècie vàlida per l'Associació Mineralògica Internacional l'any 1982. Cristal·litza en el sistema trigonal. Es troba en forma de cristalls en forma de plaques primes, d'aproximadament 1,5 centímetres, en agregats en forma de roseta. La seva duresa a l'escala de Mohs es troba entre 5 i 6.
Segons la classificació de Nickel-Strunz, la tusionita pertany a «06.AA - Monoborats, BO₃, sense anions addicionals; 1(D).» juntament amb els següents minerals: sassolita, nordenskiöldina, jimboïta, kotoïta i takedaïta.

## Formació i jaciments
Va ser descoberta l'any 1982 a la vall del riu Tusion, al mont Pamir (Gorno-Badakhxan, Tajikistan), en pegmatites de granit miarolitic, associada a altres minerals com: albita, ortoclasa, turmalina, danburita i tetrawickmanita. També ha estat descrita a la mina de fenaquita de Khetchel village (Myanmar) i a Řečice (Moràvia, República Txeca).